# شرفي يسمى الولاء

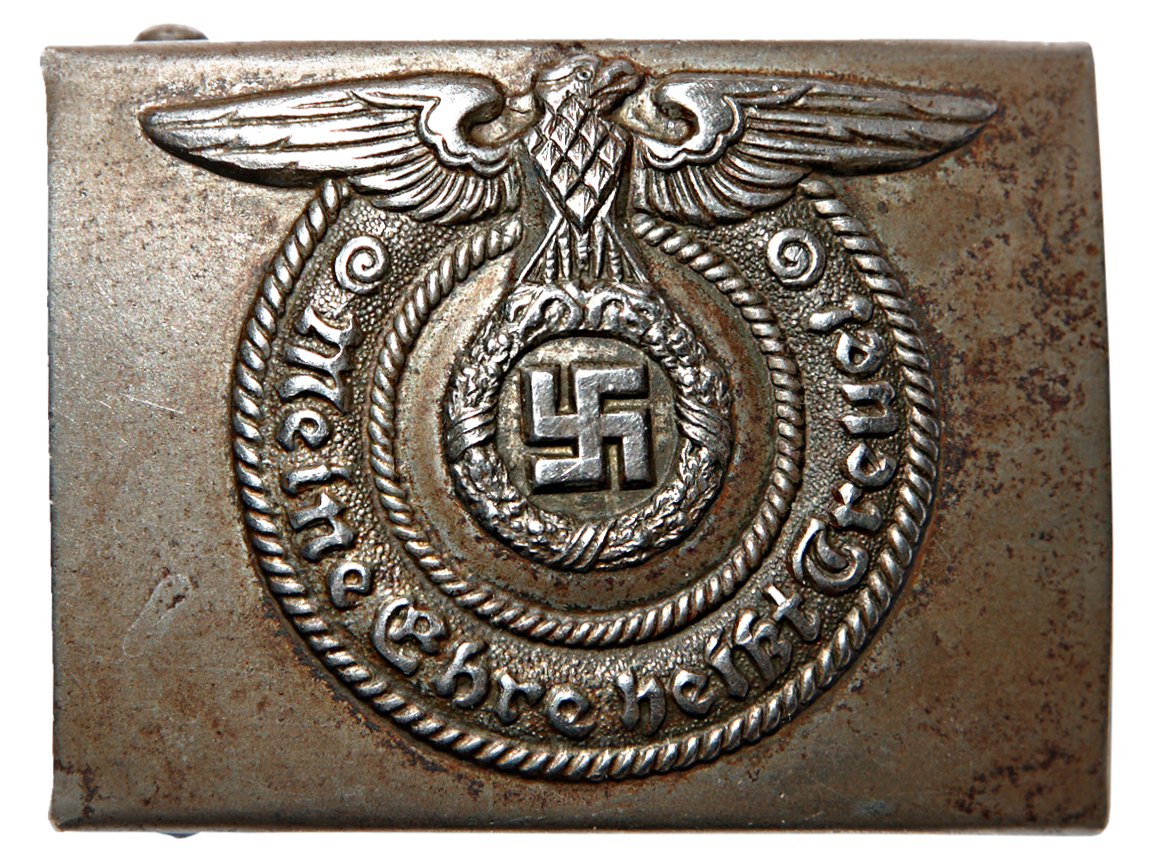
حزام مشبك يضم شعار Meine Ehre heißt Treue.

Meine Ehre heißt Treue (تُلفظ بالألمانية: [ˌmaɪnə ˈʔeːʁə haɪst ˈtʁɔʏə] ؛ «شرفي يسمى الولاء») هو شعار المنظمة الوطنية الاشتراكية السابقة الشوتزشتافل (SS).

## الأصل
في سياق اشتراكي وطني، تشير عبارة Meine Ehre heißt Treue إلى إعلان أصدره أدولف هتلر في أعقاب تمرد ستينيس، وهو حادث وقع بين كتائب العاصفة في برلين وقوات الأمن الخاصة. في أوائل أبريل عام 1931، حاولت عناصر من كتيبة العاصفة تحت قيادة فالتر شتينز الإطاحة برئيس قسم برلين في حزب العمال الألماني الاشتراكي الوطني. أثناء فرار رئيس القسم جوزيف غوبلز مع موظفيه، تعرض عدد قليل من رجال قوات الأمن الخاصة بقيادة كورت داليج للضرب وهم يحاولون صد كتيبة العاصفة. بعد الحادث، كتب هتلر رسالة تهنئة إلى دالوج، ذكر فيها ... SS-Mann ، deine Ehre heißt Treue! («رجل إس إس، شرفك هو الولاء»). بعد فترة وجيزة، اعتمد زعيم الرايخ إس إس هاينريش هيملر، الصيغة المعدلة لهذه العبارة باعتبارها الشعار الرسمي للمنظمة.

## ترجمة

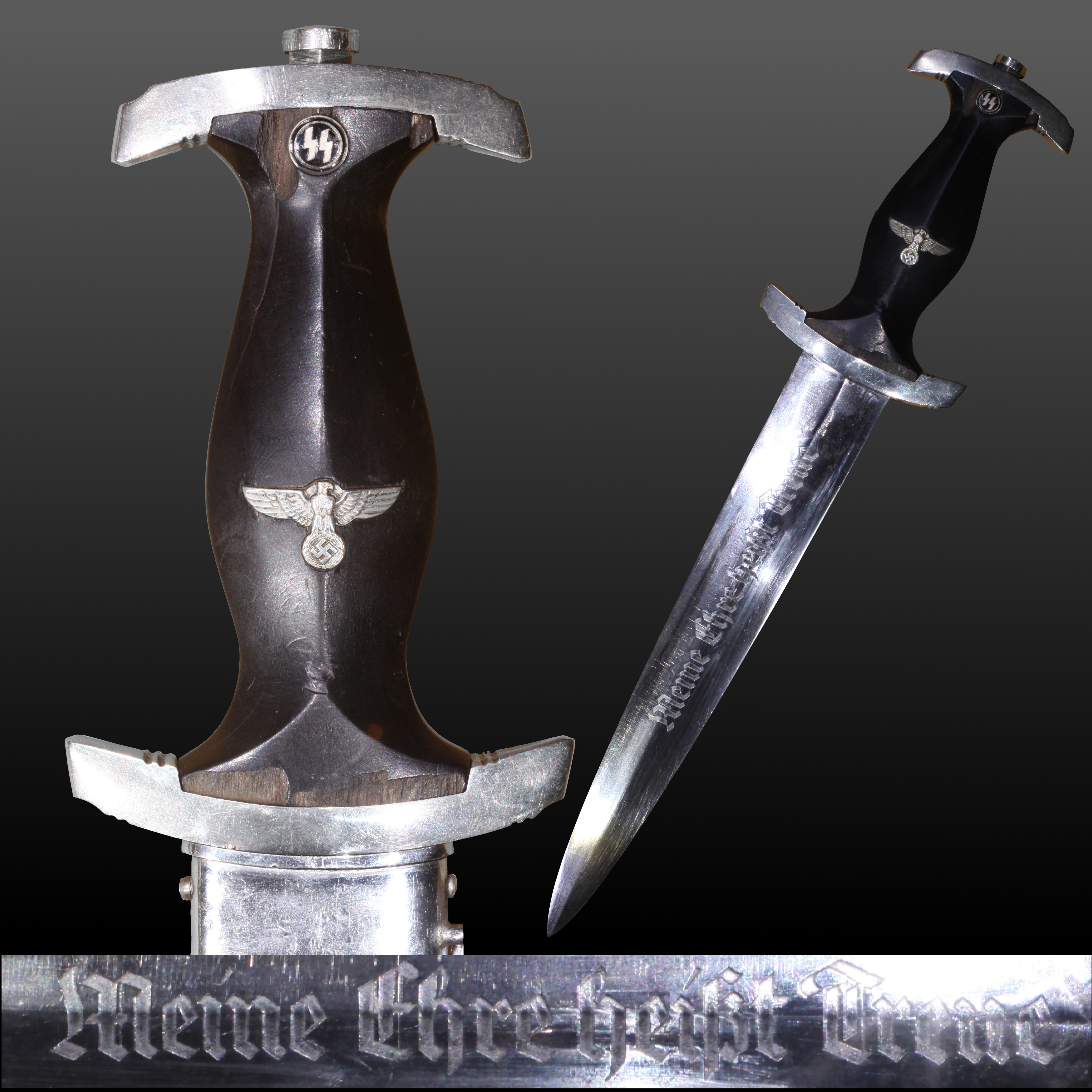
خنجر من قوات الامن الخاصة(مجموعة بول ريجنير، لوزان). يُدرج الشعار Meine Ehre heißt Treue على النصل.

تم استخدام المصطلحات المتعلقة بالفضيلة، مثل «الشرف» أو «الإخلاص» أو «الرفقة» أو «الطاعة» بكثرة بواسطة قوات الأمن الخاصة. غالبًا ما كانت كلمة «الإخلاص»، التي استخدمت بمفردها للإشارة إلى هتلر شخصيًا، كما هو الحال في قسم الولاء لقوات الأمن الخاصة: